# Burg Dünamünde
Die Burg Dünamünde (lettisch Daugavgrīvas viduslaiku pils) ist eine abgegangene Ordensburg des Livländischen Ordens auf einer kleinen Erhebung am Ufer eines Nebenflusses (Vecdaugava) der Düna, gelegen im heutigen Stadtteil Vecdaugava der lettischen Stadt Riga. Bis auf die aufgeschütteten Erdwälle ist von der Burg heute nichts mehr zu erkennen.
Die Ordensburg darf nicht mit der Festung Dünamünde verwechselt werden, die auf der gegenüberliegenden Seite der Mündung lag. Diese wurde mehrere Jahrhunderte später im 16. Jahrhundert errichtet.

## Geschichte
Im Jahre 1205 wurde hier von Bischof Albert I. von Riga ein Zisterzienserkloster gestiftet, das sowohl als Ausgangsbasis für Kreuzfahrer, als auch als Schutz vor Angriffen vom Meer dienen sollte. Im Laufe der Jahrzehnte wurde das Kloster durch Aufstände oder Angriffe mehrmals zerstört und wieder aufgebaut, bis es 1305 vom damaligen Abt an den Livländischen Orden verkauft wurde.
Am 26. Mal 1305 tätigte und beurkundete der Abt Libertus von Dünamünde zusammen mit dem Abt von Valkena, Ditmar den Kauf des zuletzt von den Litauern 1298 zerstörten Zisterzienserklosters Dünamünde. Der Orden errichtete im ehemaligen Kloster eine Komturei. Von 1305 bis 1485 residierten in Dünamünde 22 Komture und von 1532 bis 1560 vier Hauskomture des Landmarschalls.
Von der Burg aus konnte der Seehandel der Stadt gestört werden. Der Erzbischof von Riga Friedrich von Pernstein strengte bei der Kurie in Avignon einen Prozess gegen den Orden an, der jedoch 1319 zu Gunsten des Deutschen Ordens entschieden wurde. Dies und der forcierte Ausbau des Klosters zur Ordensburg führte zu immer größeren Spannungen mit der Bürgerschaft Rigas, die sich durch den Orden zunehmend bedroht sah.
So wurde die Burg schließlich 1329 durch Truppen aus Riga eingenommen, wobei sie bereits sechs Jahre später durch die Zahlung von 20.000 Mark wieder in den Besitz des Ordens wechselte. 1485 wurde die Burg wieder von Riga belagert und zerstört. Später erlangte der Orden erneut die Kontrolle über die Ländereien und die Burg wurde unter Landmeister Wolter von Plettenberg wieder aufgebaut und erheblich verstärkt. Nach dem Ende des Livländischen Ordens 1562 fiel die Burg an Polen. König Stephan Báthory ließ die Burg von Simone Genga wieder aufbauen und die Erdwälle verstärken.
Am Ende des 16. Jahrhunderts änderte sich das Flussbett der Düna im Mündungsbereich und verlagerte sich um 5 km nach Westen. Der alte Abfluss, die Vecdaugava, versandete daraufhin. Mit Bau und Fertigstellung der Festung Dünamünde am Ufer der neuen Flussmündung verlor die alte Ordensburg schließlich an Bedeutung.

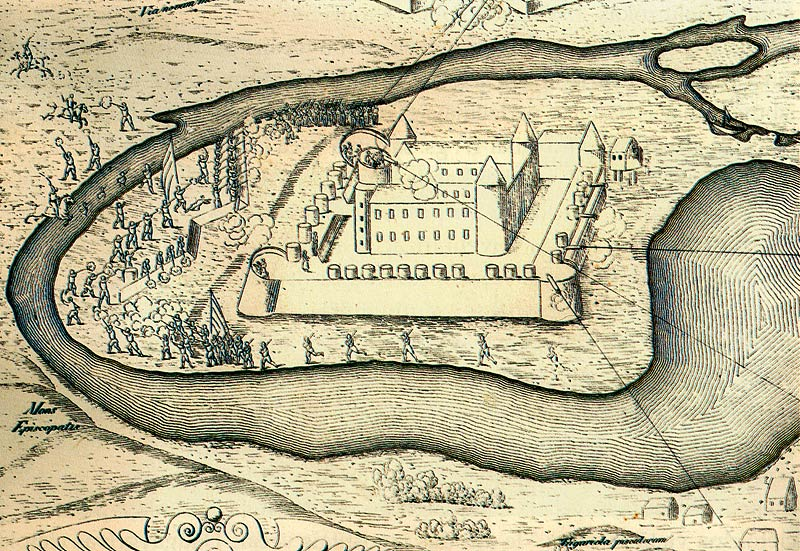
Darstellung der Ordensburg von Giacomo Lauro von 1601

Im Polnisch-Schwedischen Krieg von 1600 bis 1629 wechselte die Burg mehrmals den Besitzer und wurde geplündert. Spätestens 1653 lag die Burg in Trümmern. Die Steine wurden als Baumaterial zum Wiederaufbau der ebenfalls zerstörten Festung Dünamünde verwendet, übrig blieben lediglich die Erdwälle.
Im 19. Jahrhundert siedelte sich auf dem Gebiet der ehemaligen Burg ein Bauernhof an.
1901 wurden archäologische Ausgrabungen durchgeführt.
Das Gelände der ehemaligen Ordensburg ist heute von einem ca. 25 m breiten Graben umgeben, der eine ca. 150 × 150 m große viereckige Fläch gegrenzt. Längs der Nord- und teilweise auch längs der Ostseite befindet sich ein ca. 8 m hoher und 8 m breiter Erdwall. Erkennbar sind die Umrisse von drei Bastionen. Über der Erde hat sich kein Mauerwerk erhalten.

## Bauwerk
Zu Klosterzeiten existierte im Zentrum eines viereckigen Platzes ein großer, quadratischer Hauptturm, der neben Verteidigungsmöglichkeiten auch Platz für Wohnraum bot. Um diesen herum wurden dann provisorische Behausungen sowie eine kleine Kirche errichtet. Geschützt wurden die Gebäude von einer Palisade und einem Graben. Ende des 13. Jahrhunderts entstanden die ersten Steingebäude, vermutlich zunächst die Kapelle (östlich des Turms) und eine Umfassungsmauer. Im Nord- und Westflügel der länglichen Klausur lagen große Wirtschafts- und Gemeinschaftsräume; an die Ostmauer lehnten sich zwei getrennte Gebäude an, vermutlich für die Mönche bestimmt.
Nach der Übernahme durch den Livländer Orden (ab 1305) wurden die zwei großen Rundtürme an der Nordseite errichtet. Im Zuge der Befestigungsmaßnahmen von Ordensmeister Plettenberg wurde, vermutlich in der ersten Hälfte des 16. Jahrhunderts, ein Vorwerk mit drei nach innen offenen Basteitürmen angelegt. In der südwestlichen Ecke befand sich – anstelle eines Turmes – das einzige Tor, dessen hölzerne Zugbrücke den mit Flusswasser gespeisten Graben überspannte.

## Bauten und Anlage
Die Kirche schloss östlich an einen starken quadratischen Turm an. Entlang der Ostmauer standen zwei Gebäude den Mönchen zur Verfügung, die Konversen hatten einen Bau an der Westmauer. Im Norden befanden sich zwei Türme. Der Eingang befand sich in der Südwestecke des äußeren Befestigungsgürtels, der von mehr als 40 m breiten Wassergräben umgeben war.